# عفن غروي

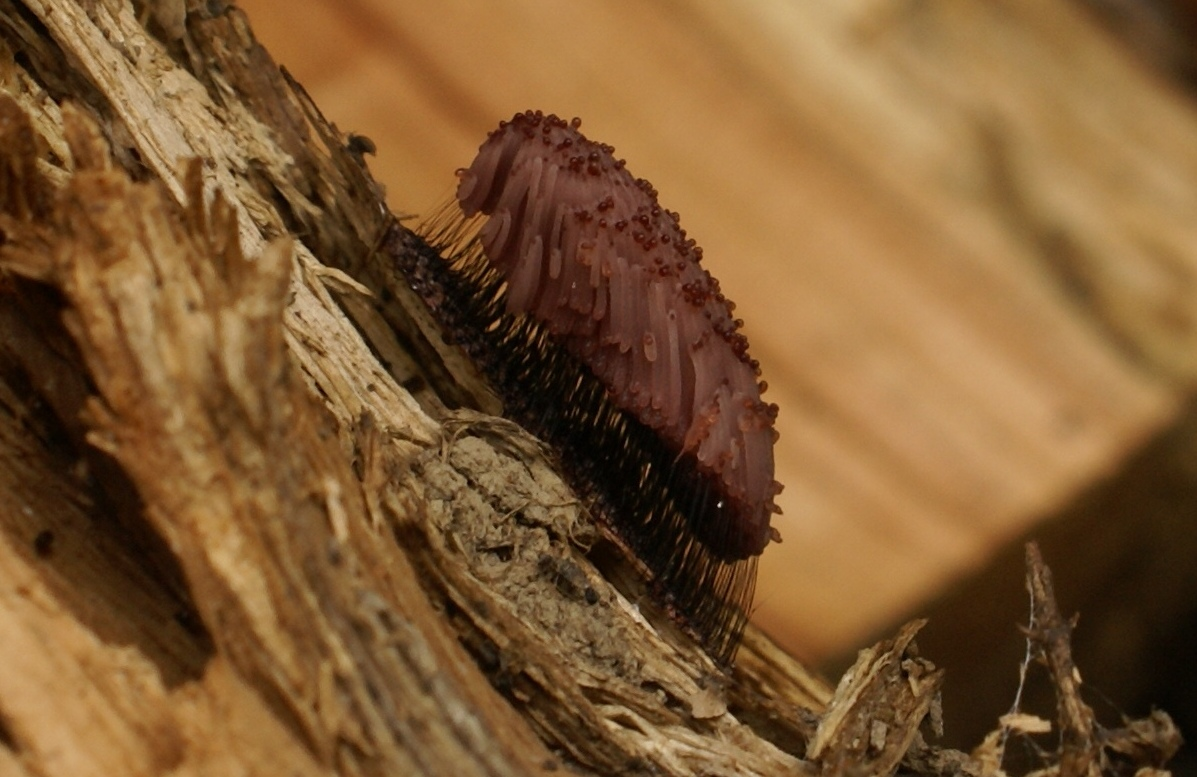
عفن غروي Stemonitis fusca في اسكتلندا، المملكة المتحدة

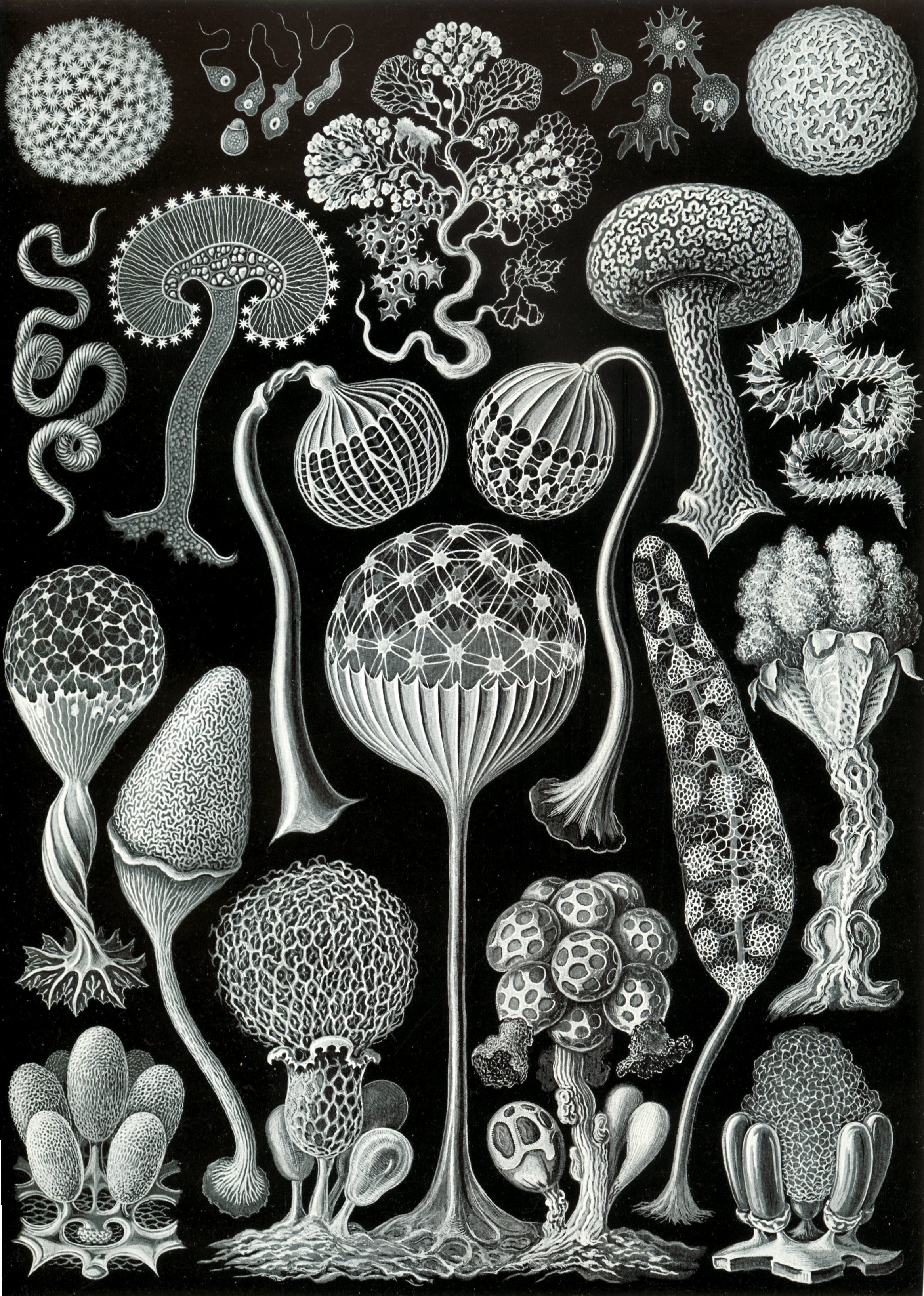
العفن الغروي ميسيتوزوا (Mycetozoa) من عمل إرنست هيكل Kunstformen der Natur (أو أشكال فنية من الطبيعة) الصادر عام 1907

العفن الغروي أو العفن هو مصطلح واسع النطاق يصف الطلائعيات التي تتكاثر عن طريق الأبواغ. وكانت العفونات الغروية تُصنف سابقًا ضمن الفطريات، ولكنها لم تعد تعتبر جزءًا من هذه المملكة.
ويشير اسمها الشائع إلى جزء من دورة الحياة التي يمر بها بعض هذه الكائنات الحية حيث قد تبدو كـ«مادة غروية» لزجة. ويتجلى هذا في الغالب في الفطور المخاطية وهي العفونات الغروية المجهرية الوحيدة.
وهناك أكثر من 900 نوع من العفونات الغروية بمجموعة كبيرة من الألوان، وتوجد في جميع أنحاء العالم وتتغذى على الكائنات الدقيقة التي تعيش في أي نوع من المواد النباتية الميتة. وتساهم العفونات الغروية في عملية تحلل النباتات الميتة وتتغذى على البكتيريا والخمائر والفطريات. ولهذا السبب توجد هذه الكائنات الحية في العادة في التربة وعلى نباتات المروج وأرض الغابة، كما توجد بشكل شائع على جذوع الأشجار النفضية. ولكن في المناطق الاستوائية يشيع وجودها على نورات النبات والفاكهة والأجواء الهوائية (على سبيل المثال في ظلال الأشجار). وفي المناطق الحضرية توجد العفونات الغروية على النشارة وحتى في المهاد المكونة من بقايا أوراق الأشجار في المزاريب، كما أنها تنمو أيضًا في مكيفات الهواء وخاصة عند انسداد المصرف. ومن بين العفونات الغروية التي عادة ما تتم مصادفتها العفن الغروي Physarum polycephalum أصفر اللون، ويوجد في الطبيعة في الغابات في المناطق المعتدلة، وكذلك في الفصول المدرسية والمختبرات.
معظم العفونات الغروية حجمها أصغر من بضعة سنتيمترات، إلا أن بعض الأنواع قد تصل أحجامها إلى عدة أمتار مربعة وتصل كتلتها إلى 30 جرامًا.
عندما يكون هناك وفرة من الغذاء، يوجد العفن الغروي في صورة كائن حي وحيد الخلية، أما عندما يكون هناك عجز في الغذاء، فتتجمع العفونات الغروية وتبدأ في التحرك كجسم واحد. وفي هذه الحالة تكون سريعة التأثر بالمواد الكيماوية المنقولة عبر الجو ويمكنها اكتشاف مصادر الغذاء. وتستطيع العفونات الغروية تغيير شكل ووظيفة أجزاء منها بسهولة، وقد تكون سيقانًا تنتج أجسام إثمار، وتطلق عددًا لا يُحصى من الأبواغ، وتكون خفيفة بما يسمح للرياح بحملها أو بأن تتنقل متطفلة على الحيوانات المارة.

## وصلات خارجية
- Gallery of excellent photos
- Slime Molds
- Slime Mould Solves Maze Puzzle from abc.net.au
- Slime Mould duplicates Rail Networks from The Economist
- Designing highways the slime mould way from نيو ساينتست
- Hunting Slime Molds from Smithsonian Magazine
- "Robot Piloted by a Slime Mold". Slashdot. 2006. مؤرشف من الأصل في 2019-12-10. اطلع عليه بتاريخ 2006-02-15.
- dictyBase is an online informatics resource for Dictyostelium, a cellular slime mould.
- nomen.eumycetozoa.com is an online nomenclatural information system of slime moulds (Myxomycetes, Dictyostelids and Protostelids) of the world.
- good photo gallery
- Slime Mold Photos نسخة محفوظة 18 أكتوبر 2010 على موقع واي باك مشين. Life cycle of Reticularia splendens at MushroomMania.net.
- Slime Moulds - Dictyoselium, (ABC Radio - Australia)
- Encyclopedia of Arkansas History & Culture entry on slime molds